# Jesus Muzik
"Jesus Muzik"  é o segundo single do segundo álbum de estúdio do rapper Lecrae, After the Music Stops. A música recebeu críticas e foi indicada a dois GMA Dove Awards. Na música, há a participação de seu colega de hip hop cristão, Trip Lee. A letra fala sobre os problemas com o conteúdo do hip hop secular e a importância para os cristãos de ouvirem música cristã para glorificar a Deus.

## Prêmios
No ano de 2007, "Música de Jesus" foi indicado ao Dove Award de Canção do Ano de Rap/Hip-Hop Recorded Song no 38º GMA Dove Awards.